# Ханженкове
Ханже́нкове — вантажно-пасажирська залізнична станція Донецької дирекції Донецької залізниці.
Розташована в м. Макіївка, Совєтський район, Макіївська міська рада, Донецької області на лінії Горлівка — Іловайськ між станціями Путепровід 7 км та Харцизьк 8 км. На Ханженковому є розвилка на Криничну в напрямку Макіївки, Донецька, Ясинуватої.
Станом на кінець грудня 2017 р. сайт Яндекс подає інформацію про наявність приміського руху по станції.